# 氹仔海濱休憩區
氹仔海濱休憩區（葡萄牙語：Zona de Lazer da Marginal da Taipa）位於氹仔東亞運大馬路至東亞運圓形地及海洋大馬路的沿海位置，具有多項休憩設施，包括跑步徑、單車徑、兒童遊樂區、一系列康體和體能鍛鍊器材以及自助飲品售賣機等配套服務，滿足不同年齡層使用者的需求，休憩區內更設有單車租借服務，並有兩個租借地點。

## 簡介
2008年民政總署在公開會議記者會上，譚偉文主席透露明年上半年的一些工作安排，其中包括將西灣大橋氹仔入口處36萬平方尺的綠地開闢為休憩區，區內將增設健身器材設施，亦會設長約2.3公里的單車徑，增設30個咪錶車位及40至50個電單車位。為了保持視野的開闢，不準備建球場。
位於西灣大橋氹仔橋口的氹仔海濱休憩區單車徑第一期2013年2月正式開放，單車出租服務亦投入運作。休憩區包括跑步徑及單車徑，全長約1250米。單車行車方向左上右落，每邊寬度分別約2米，靠近海邊的跑步徑寬度則為3米。在單車徑及跑步徑旁分別設有小型涼亭、棋盤、洗手設施及自助飲品售賣機。區內設48個私家車及110個電單車停泊位。沿單車徑及跑步徑範圍共栽種四百多棵樹、約3萬株灌木，增加綠化。民署文康部文娛康體處長鄭繼明表示，單車徑第二期工程已展開，將再建千多米長的單車徑、三個釣魚區，增加綠化帶、巴士站、洗手間、康樂設施等。第二期單車徑將至西灣大橋另一側的行人天橋下，第三期將延伸至嘉樂庇大橋。
2013年5月底正式運作，休憩區第二期位於海洋花園外側近西灣橋入口圓環，經過橋底與第一期休憩區連接，除全長約1000米的跑步徑及單車徑外，亦設有面積約682平方米、鋪設安全地墊及安全圍欄的的兒童遊戲區及三個釣魚區，區內還配置小型及大型涼亭、長椅、棋檯等同時休憩區種植了各種樹木和植物，美化及營造舒適的環境。
民政總署諮詢委員會文教康體研究小組及道路設施研究小組在2014年召開聯合會議，探討氹仔東亞運大馬路單車徑工程（第三期），羅永德介紹，休憩區的跑步及單車徑將延伸至嘉樂庇總督大橋底，並設有觀景眺望台、涼亭，及逐步增加租單車站、公廁等設施。
2015年5月中旬，第三期單車徑工程正式動工，將現有的單車徑延伸一千米，並將堤岸沿海空地改建為設有跑步徑、觀景台及涼亭等設施的海濱休憩區，以增加市民的戶外運動及休閒空間。單車徑總長度約一千米，闊約九點五米。當中跑步徑約闊二點五米，雙向行駛的單車徑約闊五米，並預留約一點五米作綠化保護帶。為保障使用者的安全，靠近海岸的跑步徑上將會建造約零點四米高、零點四米闊的石基，並會在該處設置安全標誌警告牌。而靠近行車道的綠化帶，將會保留現有方形金屬欄柵。
第三期工程保留了休憩區（近海洋大馬路）廣場東北面原有的圓弧階梯看台，保持以「開放式」空間為特點，透過局部調整及加設無障礙通道，方便市民觀賞海岸風光。休憩廣場西面增設了一座圓環狀的新建築物，其內設有公廁設施、保安室及單車租賃點。廣場地面鋪砌了約2100平方米的葡國碎石飾面，並以白色、紅色及黑色葡國石拚砌出不同圖形。廣場的外圍設有29個汽車及20個電單車泊位，方便市民停泊車輛。

## 交通

### 巴士
T430 海洋花園／玫瑰苑（Jardins do Oceano／Rose Court）
路線：26、52、73、MT4、N2、N3
T431 西灣大橋／海洋大馬路（Ponte de Sai Van／Av. do Oceano）
路線：26、71、73、MT4、N2、N3

### 輕軌
- █  氹仔線海洋站